# Discinisca tenuis
Discinisca tenuis är en armfotingsart som först beskrevs av Sowerby.  Discinisca tenuis ingår i släktet Discinisca och familjen Discinidae. Inga underarter finns listade i Catalogue of Life.